# För hedningarnas skaror
För hedningarnas skaror är en missionspsalm av Carl Olof Rosenius. Melodin är en tonsättning av Oscar Ahnfelt av okänt datum.

## Publicerad i
- Nya psalmer 1921 som nr 545 under rubriken "Kyrkan och nådemedlen: Missionen".